# Ендор
Ендор, известна и като зелената луна, е луна във вселената на Междузвездни войни, където се води последната битка с Империята. Въпреки определението си, не е известно край коя планета Ендор обикаля, и дали изобщо обикаля около някакво небесно тяло. В публикуваните романи това е обяснено чрез унищожаването на планетата преди много години. Повърхността е покрита с гигантски дървета и гъста растителност. Основният вид, който населява луната, са дребните и космати еуоки, чието ниво на технологично развитие е доста примитивно. Ендор изиграва много важна роля за свалянето на Имперския режим. Тук се намира станцията, която генерира щита на втората Звезда на смъртта, и която бива унищожена от малка група бунтовници, предвождани от Хан Соло и Лея Скайуокър. Вследствие на това Звездата остава без щит и Хилядолетният сокол (управляван от Ландо Калрисиан) успява да проникне в нея и да я унищожи. Еуоките помагат в наземните сражения срещу имперските щурмоваци.